# Tung An - Skib uden havn
|  | Denne artikel er oprettet af botten PalnaBot ud fra en ekstern database. Den kan derfor have sproglige fejl eller mangler. Denne skabelon kan fjernes efter kontrol af indholdet. |

Tung An - Skib uden havn er en film instrueret af Philip Sadolin, Ib Makwarth.

## Handling
Det danske filmhold var det første, der fik de fillipinske myndigheders tilladelse til at filme bådflygtninge på den betingelse, at der ikke blev lavet interviews. Da filmen bliver lavet, er der stadigvæk 1800 mennesker tilbage på det synkefærdige skib, og de har været der i fire måneder i 40 graders varme og 90% luftfugtighed. Filmen tager ikke stilling til skyldsspørgsmål eller de politiske forhold, der har bragt disse mennesker ud i dette mareridt. Den er alene en beskrivelse af een flygtningelejr blandt verdens utallige. Og der er stadigvæk 12 millioner flygtninge i verden.